# Diego Hurtado de Mendoza y de la Cerda
Diego Hurtado de Mendoza y de la Cerda fill de Diego Hurtado de Mendoza y Lemos i Ana de la Cerda i Castro, va ser un noble espanyol que va arribar a ser lloctinent d'Aragó des de 1553 o 1554 fins a 1556, president del Consell d'Itàlia el 1558 i virrei de Catalunya (1564-1571).

## Biografia
Va casar en 1538 amb Catalina de Silva, filla dels comtes de Cifuentes, amb qui va mantenir conflictes des de molt aviat a causa de les infidelitats i el difícil caràcter d'aquest. Tanmateix del matrimoni va néixer Ana de Mendoza y de la Cerda, duquessa de Pastrana i Princesa d'Éboli després del seu casament amb Ruy Gómez de Silva en 1553.
El seu gendre Ruy va intentar col·locar en llocs rellevants de la cort el seu sogre, encara que el seu acompliment en els càrrecs que va ostentar va provocar grans rebuigs. El 1553 o el 1554 és nomenat Lloctinent del Regne d'Aragó, fet que ja va suposar un greu desafur, car sol podien ostentar aquest càrrec els naturals del Regne d'Aragó. Felip II, en aquest període, buscava imposar el seu poder sobre les institucions pròpies dels regnes no castellans, i en aquest sentit, Diego Hurtado va servir al monarca sense comprendre ni valorar el peculiar règim foral aragonès, que va trencar reiteradament, i als dos anys va haver d'abandonar precipitadament Saragossa, si bé el rei no va nomenar nou Lloctinent fins a 1566, que va ser substituït per l'arquebisbe de Saragossa Hernando d'Aragó.
El 1555, transgredint un procés foral d'inhibició i el Privilegi de Manifestació, va ordenar l'execució d'un ferrer de Zuera acusat de contraban de cavalls, el que es va veure com un atac als Furs d'Aragó, provocant una gran contestació i un procés davant de la Justícia d'Aragó incoat per la Diputació del General. Després d'excusar-se en nom del rei, els diputats aragonesos van detenir les accions judicials. Tanmateix, a l'any següent, va tornar a executar un altre pres acollit al Dret o Privilegi de Manifestació. Esgotada la paciència dels aragonesos, Diego Hurtado de Mendoza va haver de refugiar-se al Palau de l'Aljaferia per a salvar la seva vida, i abandonar la ciutat de l'Ebre amb tota rapidesa.
Després d'aquest episodi Diego Hurtado va tenir de nou problemes conjugals per una nova infidelitat, i va fugir de nou amb la seva amant a Pastrana. El seu sogre, per allunyar-lo de la seva filla, va aconseguir que el ja Príncep de Mélito obtingués el càrrec de president del Consell d'Itàlia el 1558. Posteriorment, Ruy Gómez va aconseguir que fos nomenat virrei de Catalunya, càrrec que jurà el 25 d'agost de 1564 encara que no tardaria gaire a tenir conflictes amb el seu sogre. Pel que sembla tots els càrrecs van tenir com objecte allunyar Diego en tot el possible de la seva filla i de la cort castellana, sabent que el seu caràcter conflictiu anava a causar problemes allà on fos.
A la mort de la seva dona el 1576 va contreure matrimoni amb Magdalena d'Aragó, filla del Duc de Sogorb. Dos anys després mor, encara que la seva primera filla Ana va conservar la seva herència.